# Canário
Canário, született Darcy Silveira dos Santos (Rio de Janeiro, 1934. május 24. –) válogatott brazil labdarúgó, csatár.

## Pályafutása

### Klubcsapatban
1954–55-ben az Olaria, 1955 és 1959 között a Rio de Janeiro-i America labdarúgója volt. 1959-től Spanyolországban játszott. 1959 és 1962 között a Real Madrid, 1962–63-ban a Sevilla, 1963 és 1968 között a Real Zaragoza játékosa volt. 1968–69-ben a Mallorca csapatában fejezte be az aktív játékot. A Real Madriddal az 1959–60-as idényben BEK-, a Real Zaragozával az 1963–64-es idényben VVK-győztes volt.

### A válogatottban
1956-ban hét alkalommal szerepelt a brazil válogatottban.

## Sikerei, díjai
Real Madrid
- Spanyol bajnokság (La Liga)
  - bajnok (2): 1960–61, 1961–62
- Spanyol kupa (Copa del Generalísimo)
  - győztes: 1962
- Bajnokcsapatok Európa-kupája (BEK)
  - győztes: 1959–60
- Interkontinentális kupa
  - győztes: 1960

 Real Zaragoza
- Spanyol kupa (Copa del Generalísimo)
  - győztes (2): 1964,[1] 1966[2]
- Vásárvárosok kupája (VVK)
  - győztes: 1963–64[3]
  - döntős: 1965–66